# عرمون (كسروان)
عرمون هي قرية في قلب كسروان في محافظة جبل لبنان، يجاورها دلبتا،حياطه، هرهريا القطين وإغبه.
عائلات عرمون؛هناك أكثر من ثلالثين عائلة في البلدة.
المنابع المائية؛ هناك أكثر من 6 ينابيع مائية تغذي القرية والجوار.
مراكز تربوية:حالياً، لا توجد مدارس أو دور تعليمية.

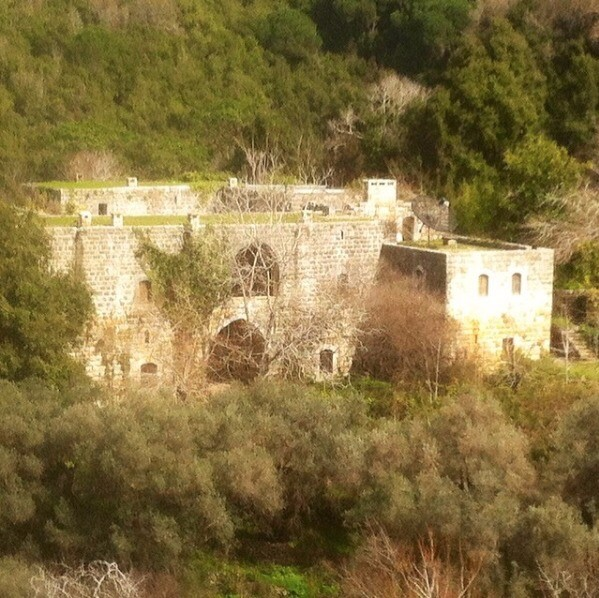
قصر الشيخ سلوم الدحداح في عرمون

الزراعة هي زراعة اكتفاء ذاتي لا أكثر.كنائس وأديرة تضم عرمون الأبرشية البطريركية المارونية التي أنشئت خلال الحرب العالمية الأولى أو بعدها بتقدمة من آل الخازن

## سكانها
لم يتم العثور على سجلات رسمية واضحة لتبيان عدد السكان.
إرتفاعها؛
حوالي600-780 مترا عن سطح البحر وتبعد28 كلم عن بيروت.
دور البلدية؛ لبلدية عرمون مكانة هامة في إنماء المنطقة،، كما يتم تنفيذ مشروع مكافحة الحرائق علما أن ثلثي مساحة عرمون خضراء. وفي 8 ايلول 2013 نظمت البلدية عرضا ترفيهيا تربويا مسرحيا لاهل البلدة تمثل بعرض مسرحية مش شايف حالك لميشال غانم وفي العام 2014 نظمت البلدية مهرجان عرمون واستمر لـ 3 أيام متواصلة وعرضت برامج فنية وترفيهية.